# جون ويليام كينغ
جون ويليام كينغ (21 يناير 1908 بليستر في المملكة المتحدة - 25 مارس 1953 في المملكة المتحدة) (بالإنجليزية: John William King)‏ هو لاعب كريكت بريطاني (وحمل سابقاً جنسية المملكة المتحدة لبريطانيا العظمى وأيرلندا). لعب مع نادي مقاطعة ورسسترشاير للكريكيت ‏ ونادي مقاطعة ليسترشاير للكريكت ‏.

## وصلات خارجية
- جون ويليام كينغ على موقع إي آس بي آن كريك إنفو (الإنجليزية)